# HSV Püttlingen
Der Handballsportverein Viktoria 1968 Püttlingen ist ein deutscher Sportverein aus dem saarländischen Ort Püttlingen, der hauptsächlich durch seine erste Damenmannschaft überregional bekannt ist.

## Frauen

### Ligazugehörigkeit
Die Frauenmannschaft des HSV spielt seit der Saison 2011/12 wieder in der Handball-Oberliga. In der Saison 2013/14 erreichte die Mannschaft ihre bisher beste Platzierung – einen vierten Platz. In der darauffolgenden Saison konnte der Abstieg in die Fünftklassigkeit verhindert werden. Gleichzeitig gewann man erstmals in der Geschichte des HSV Püttlingen den Saarlandpokal. Somit war man für die erste Runde des DHB-Pokals 2015/16 qualifiziert. Diese Teilnahme ist der bisher größte Vereinserfolg.

### Pokalwettbewerbe
In der Saison 2014/15 gewann man erstmals den Saarlandpokal. Somit war man für den DHB-Pokal 2015/16 qualifiziert. Hier bekam man in der ersten Runde den Drittligisten SV Allensbach zugelost. Das Spiel endete 28:32 für den SV Allensbach.
Der größte Erfolg der Frauen-Handballmannschaft war das Erreichen der  2. Runde des DHB-Pokals 2016/17.

## Männer
Die Männermannschaft des HSV Püttlingen war letztmals in der Saison 2004/05 in der Oberliga vertreten. Seitdem stieg man bis in die neunte Liga ab. Mittlerweile spielen die Herren des HSV in der siebten Liga.

## Jugend
In der Saison 2015/16 waren insgesamt acht Jugendmannschaften im Spielbetrieb gemeldet. Die männliche B-Jugend qualifizierte sich erstmals für die RPS-Oberliga.